# Diócesis de Motherwell
La diócesis de Motherwell (en latín: Dioecesis Matrisfontis y en inglés: Roman Catholic Diocese of Motherwell) es una circunscripción eclesiástica de la Iglesia católica en el Reino Unido. Se trata de una diócesis latina, sufragánea de la arquidiócesis de Glasgow. Desde el 29 de abril de 2014 su obispo es Joseph Anthony Toal.

## Territorio y organización
La diócesis tiene 1178 km² y extiende su jurisdicción sobre los fieles católicos de rito latino residentes en Escocia, comprendiendo dos parroquias en los suburbios Easterhouse en Glasgow, Baillieston, Craigend y Garthamlock; South Lanarkshire y parte de North Lanarkshire.
La sede de la diócesis se encuentra en la ciudad de Motherwell, en donde se halla la Catedral de Nuestra Señora del Buen Socorro.
En 2023 en la diócesis existían 59 parroquias agrupadas en 6 decanatos: Airdrie, Coatbridge and Northern, East Kilbride and Rutherglen, Hamilton, Motherwell and Central y Wishaw.

## Historia
La diócesis fue erigida el 25 de mayo de 1947 mediante la bula Maxime interest del papa Pío XII, obteniendo el territorio de la arquidiócesis de Glasgow.
El 8 de noviembre de 1952, mediante la bula Qui summi del papa Pío XII, se instituyó el cabildo catedralicio.

## Estadísticas
Según el Anuario Pontificio 2024 la diócesis tenía a fines de 2023 un total de 154 192 fieles bautizados.
| Año                                                                             | Población            | Población | Población      | Sacerdotes | Sacerdotes    | Sacerdotes    | Bautizados por sacerdote | Diáconos permanentes | Religiosos | Religiosos | Parroquias |
| Año                                                                             | Bautizados católicos | Total     | % de católicos | Total      | Clero secular | Clero regular | Bautizados por sacerdote | Diáconos permanentes | Varones    | Mujeres    | Parroquias |
| ------------------------------------------------------------------------------- | -------------------- | --------- | -------------- | ---------- | ------------- | ------------- | ------------------------ | -------------------- | ---------- | ---------- | ---------- |
| 1950                                                                            | 130 655              | 509 600   | 25.6           | 146        | 122           | 24            | 894                      |                      | 22         | 77         | 57         |
| 1970                                                                            | 172 740              | 595 140   | 29.0           | 193        | 170           | 23            | 895                      |                      | 27         | 102        | 67         |
| 1980                                                                            | 189 000              | 650 000   | 29.1           | 170        | 140           | 30            | 1111                     |                      | 36         | 99         | 74         |
| 1990                                                                            | 175 000              | 640 000   | 27.3           | 164        | 133           | 31            | 1067                     | 2                    | 39         | 103        | 74         |
| 1999                                                                            | 165 891              | 633 000   | 26.2           | 141        | 115           | 26            | 1176                     | 1                    | 34         | 101        | 73         |
| 2000                                                                            | 163 221              | 633 000   | 25.8           | 137        | 113           | 24            | 1191                     | 3                    | 30         | 104        | 73         |
| 2001                                                                            | 163 180              | 633 000   | 25.8           | 135        | 109           | 26            | 1208                     | 3                    | 32         | 100        | 73         |
| 2002                                                                            | 164 457              | 633 000   | 26.0           | 133        | 108           | 25            | 1236                     | 4                    | 32         | 88         | 74         |
| 2003                                                                            | 164 477              | 633 000   | 26.0           | 123        | 102           | 21            | 1337                     | 3                    | 27         | 83         | 74         |
| 2004                                                                            | 165 100              | 633 000   | 26.1           | 123        | 101           | 22            | 1342                     | 3                    | 27         | 77         | 74         |
| 2013                                                                            | 164 586              | 703 000   | 23.4           | 102        | 87            | 15            | 1613                     | 13                   | 20         | 55         | 74         |
| 2016                                                                            | 162 331              | 712 100   | 22.8           | 95         | 78            | 17            | 1708                     | 13                   | 22         | 54         | 73         |
| 2019                                                                            | 164 000              | 720 000   | 22.8           | 92         | 79            | 13            | 1782                     | 13                   | 15         | 44         | 64         |
| 2021                                                                            | 163 000              | 651 650   | 25.0           | 79         | 79            |               | 2063                     | 16                   | 2          | 44         | 60         |
| 2023                                                                            | 154 192              | 648 154   | 23.8           | 87         | 74            | 13            | 1772                     | 17                   | 15         | 29         | 59         |
| Fuente: Catholic-Hierarchy, que a su vez toma los datos del Anuario Pontificio. |                      |           |                |            |               |               |                          |                      |            |            |            |

## Episcopologio
- Edward Wilson Douglas † (7 de febrero de 1948-9 de febrero de 1954 renunció[nota 1])
- James Donald Scanlan † (23 de mayo de 1955-29 de enero de 1964 nombrado arzobispo de Glasgow)
- Francis Alexander Spalding Warden Thomson † (8 de diciembre de 1964-14 de diciembre de 1982 retirado)
- Joseph Devine † (13 de mayo de 1983-31 de mayo de 2013 retirado)
- Joseph Anthony Toal, desde el 29 de abril de 2014